# Malak Hifni Nasif
Malak Hifni Nasif (àrab: ملك حفني ناصف, Malak Ḥifnī Nāṣif) (Al-Jamaliyah, 25 de desembre de 1886 - el Caire, 17 d'octubre de 1918) fou una mestra i escriptora egípcia, una precursora del feminisme islàmic: la primera dona egípcia a obtenir un diploma d'educació primària en una escola pública i la primera a aconseguir el magisteri. També va ser la primera a defensar els drets de les dones a Egipte.
Després de veure el paper de les dones rurals i pobres a Fayyum i al Caire (1903) va promoure una reforma dràstica de la legislació i l'abolició de la poligàmia, que ella mateixa va patir.
Va començar a escriure al diari progressista Al-Jaridah, fundat el 1907, una columna, Al-Nisa'iyyat (‘Coses de dones’). Les seves reflexions van interessar molts lectors en les qüestions de gènere. Es va significar especialment en contra de la pràctica de casar-se amb noies menors d'edat i es mostrava convençuda que l'educació era el requisit necessari per tal que les dones prenguessin decisions i adquirissin autonomia personal.
Abans del 1911 va fundar l'organització Ittihad al-nisa al-tahdibi. Tenia, això no obstant, posicions moderades i, encara que estava contra la poligàmia, es mantenia a favor del vel i les seves posicions eren més reformadores que no pas revolucionàries.